# Text Book
"Text Book é uma canção da cantora e compositora estadunidense Lana Del Rey. Foi lançada em 20 de maio de 2021 através da Interscope Records e Polydor Records juntamente com "Blue Banisters" e "Wildflower Wildfire" como os primeiros singles do oitavo álbum de estúdio da artista Blue Banisters. A canção foi composta por Del Rey e Gabe Simon, enquanto foi produzida por esse último juntamente com Dean Reid e Zachary Dawes.

## Antecedentes
Em 28 de abril de 2021, Lana Del Rey anunciou o lançamento de seu oitavo álbum de estúdio, intitulado Blue Banisters, programado para ser lançado em 4 de julho do mesmo ano. em 20 de maio de 2021, três canções foram lançadas sem aviso prévio pela cantora — "Text Book", "Blue Banisters", e "Wildflower Wildfire" — servindo como "lançamentos promocionais em antecipação ao seu oitavo álbum de estúdio."

## Composição
"Text Book" apresenta Del Rey contemplando seu relacionamento com os pais, com a faixa se iniciando com o verso "Acho que você pode chamar isso de livro. Eu procurava pelo pai que eu queria de volta". As linhas com o verso "E ali estávamos nós, gritando 'Vida Negras Importam' em uma multidão", presente na faixa, atraiu polêmica nas redes sociais.

## Créditos
Créditos adaptados do Tidal.
- Lana Del Rey – composição, vocais
- Gabe Simon – vocais de poio, produção, composição, guitarra acústica, baixo, programação de bateria, engenharia, guitarra, teclado, percussão, piano, efeito sonoro, sintetizador de baixo
- Melodye Perry – vocais de apoio
- Dean Reid – produção, engenharia, mixagem
- Zachary Dawes – produção
- Greg Leisz – violão barítono, pedal steel
- Darren Weiss – bateria
- Griffin Goldsmith – bateria
- John Congleton – engenharia
- Jon Sher – engenharia
- Mai Leisz – engenharia
- Adam Ayan – engenheiro de masterização

## Histórico de lançamento
| Região | Data               | Formato(s)                 | Gravadora(s)       |
| ------ | ------------------ | -------------------------- | ------------------ |
| Vários | 20 de maio de 2021 | Download digital streaming | Interscope Polydor |